# Дячук Андрій Юхимович
Дячук Андрій Юхимович (Дьячук) (1921-1945) — старший сержант Червоної Армії, учасник німецько-радянської війни, Герой Радянського Союзу (1945).

## Біографія
Андрій Дячук (у деяких документах — Дьячук) (1921–1945) — старший сержант Червоної Армії народився 13 грудня 1921 року у с. Великі Орлинці на Хмельниччині. Після закінчення семи класів школи працював у колгоспі. У березні 1941 року був призваний до лав Червоної Армії. З того ж року — перебував на фронтах німецько-радянської війни. Брав участь у боях на Південному, Брянському, Воронезькому, Південно-Західному, 3-му і 2-му Українських фронтах.
В грудні 1944 року старший сержант Андрій Дячук командував відділенням інженерно-саперного батальйону 51-ї інженерно-саперної бригади 46-ї армії 2-го Українського фронту. Відзначився під час Будапештської операції. У ніч з 4 на 5 грудня 1944 р. Дячук на своєму десантному човні, не дивлячись на масований вогонь ворога, переправився через Дунай у районі села Ерчі за 20 км на південь від Будапешту і на західному березі знищив німецький кулемет. У тому бою Дячук здійснив шість рейсів через Дунай, переправивши 96 радянських бійців і командирів зі всім спорядженням. Після бою з пораненнями перебував у військовому шпиталі у м. Пілішмарот за 50 км на північ від Будапешта. Там і помер від поранень 14 січня 1945 р. і був похований на місцевому реформаторському кладовищі. Указом Президії Верховної Ради СРСР від 24 березня 1945 р. за «мужність і героїзм, проявлені під час форсування Дунаю», старшому сержанту Андрію Дячуку посмертно присвоєно високе звання Героя Радянського Союзу. Також був нагороджений орденами Леніна і Червоної Зірки, медаллю «За бойові заслуги».

## Вшанування
За деякими джерелами загинув у бою, що не відповідає дійсності. Нині на території шпиталю у м. Пілішмарот розташована школа, кладовища поруч із нею не існує. Тривалий час за могилою радянського воїна дивилася родина Ілони Шепеші (р.н. 1960), яка померла у 2007 році. Вона листувалася із школярами с. Великі Орлинці та родиною Героя. На могилі тривалий час була лише табличка з написом «Могила невідомого радянського Героя». Завдяки місцевому лісничому Яношу Роту на прохання громади с. Великі Орлинці на могилі була встановлена табличка з фото, ім'ям та роками життя Андрія Дячука. У самому селі Великі Орлинці, на батьківщині Героя, встановлено його бюст та меморіальна табличка на приміщенні школи.
15 травня 2014 року відповідно до Угоди між Урядом України та Урядом Угорщини про збереження та увічнення місць пам'яті загиблих військовослужбовців та цивільних жертв воєн та про статус поховань від 16.11.1996 року була проведена ексгумація тіла Дячука А. Ю. та перевезення його на батьківщину, які були ініційовані громадою села Великі Орлинці Красилівського району Хмельницької області за підтримки Державної міжвідомчої комісії у справах увічнення жертв війни та
політичних репресій України.
1. ↑  Архівована копія. Архів оригіналу за 18 травня 2014. Процитовано 18 травня 2014.{{cite web}}:  Обслуговування CS1: Сторінки з текстом «archived copy» як значення параметру title (посилання)